# 석산초등학교
석산초등학교는 대한민국 경상남도 양산시에 있는 초등학교다.

## 연혁
- 2012. 02. 03. 석산초등학교 착공
- 2013. 02. 15. 석산초등학교 준공
- 2013. 03. 01. 정삼현 초대 교장 부임
- 2013. 03. 01. 7학급 편성 개교
- 2013. 07. 01. 9학급 편성
- 2013. 09. 01. 18학급 편성
- 2014. 02. 18. 제1회 졸업식(졸업생 18명)
- 2014. 03. 01. 23학급 편성
- 2015. 02. 17. 제2회 졸업식(졸업생 총69명)
- 2015. 03. 01. 29학급 편성

## 학교 동문
틀:빈호우 문단